# NGC 1332

NGC 1332

إن جي سي 1332 (بالألمانية: NGC 1332) التي يرمز لها بالرمز NGC 1332، هي مجرة، في كوكبة النهر.

## الاكتشاف
اكتشفت في 9 ديسمبر 1784، بواسطة ويليام هيرشل.